# سطر شمي وحشي

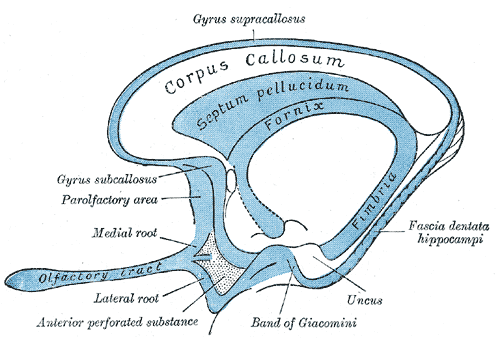
مخطط للدماغ الشمي

يُوجه السطر الشمي الوحشي (بالإنجليزية: Lateral olfactory stria)‏ عبر الجزء الوحشي من المادة المثقبة الأمامية ثم ينحني على نحو مفاجئ نحو معقف التلفيف المجاور للحصين.